# Compton (Guildford)
Pour les articles homonymes, voir Compton.
Compton est une paroisse civile et un village du Surrey, en Angleterre.